# Дитенхофен
Дитенхофен (њем. Dietenhofen) град је у њемачкој савезној држави Баварска. Једно је од 58 општинских средишта округа Ансбах. Према процјени из 2010. у граду је живјело 5.637 становника. Посједује регионалну шифру (AGS) 9571135.

## Географски и демографски подаци
Дитенхофен се налази у савезној држави Баварска у округу Ансбах. Град се налази на надморској висини од 353 метра. Површина општине износи 64,0 km². У самом граду је, према процјени из 2010. године, живјело 5.637 становника. Просјечна густина становништва износи 88 становника/km².

## Међународна сарадња
| Мјесто | Држава    | Врста сарадње | Од    |
| ------ | --------- | ------------- | ----- |
|        | Француска | партнерство   | 1982. |
| Извор  |           |               |       |